# Granton (Tasmanië)
Granton is een buitenwijk van Hobart, de hoofdstad van Tasmanië in Australië Het is de meest noordelijke buitenwijk van de Local Government Area City of Glenorchy. In 2011 was er met de Australian Census een bevolking van 1.518 mensen.
Aan de noordzijde van Granton ligt de rivier de Derwent met aan de overzijde de plaats Bridgewater die bereikbaar is over de bij Granton gelegen Bridgewater Bridge and Causeway.

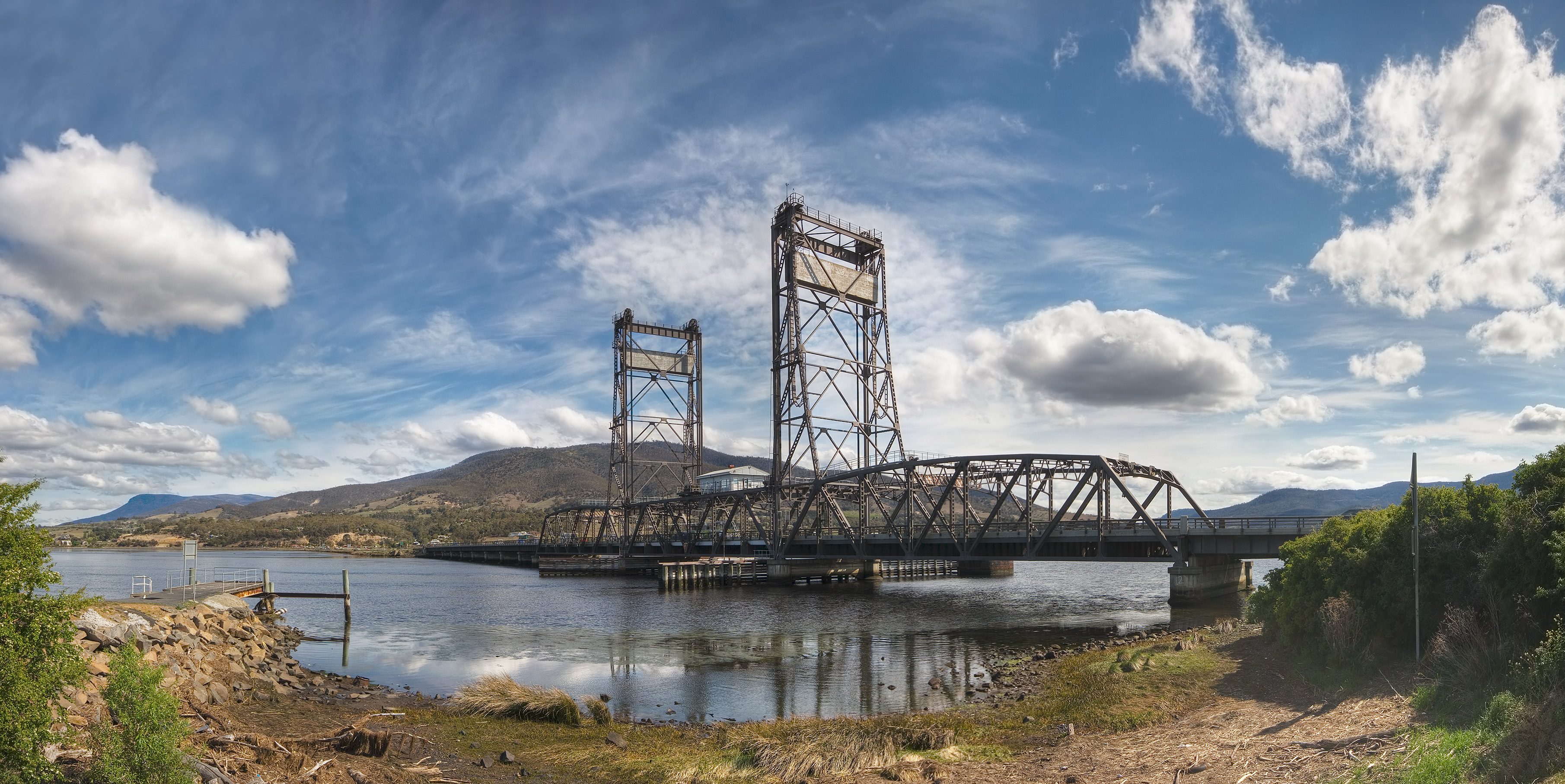
Bridgewater Causeway met Granton en mount Wellington